# John Pinette
Jonathan "John" Paul Pinette (Boston, 23 marzo 1964 – Pittsburgh, 5 aprile 2014) è stato un attore e comico statunitense di origini italiane.

## Biografia
Di discendenze francesi e italiane, Pinette nacque a Boston il 23 marzo 1964. Si laureò in contabilità alla University of Massachusetts Lowell nel 1986 e dopo aver inizialmente dato inizio ad una carriera da contabile durata sei mesi, decise, su consiglio di alcuni amici, di rinunciarvi per lanciarsi nel mondo dello spettacolo.
Come comico e personaggio televisivo, Pinette prese parte a diversi show televisivi come il Tonight Show e The View. Partecipò anche a diversi film come Junior (1994), Strani miracoli (1996) e Duets (2000). Interpretò inoltre il ruolo del coach Hank Kohler nella serie televisiva Parker Lewis e prese parte all'ultimo episodio della serie TV Seinfeld. Nel 2004 recitò la parte di Mr. Bumpo nel film The Punisher.
Nel 1999 venne nominato agli American Comedy Awards come miglior comico dell'anno. Nel 2004 entrò a far parte del cast del musical Hairspray, mentre nel 2013 diventò presentatore di un programma televisivo chiamato All You Can Eat, uno show ironico sulla cucina americana. 
Pinette morì a soli 50 anni il 5 aprile 2014. Il suo corpo senza vita venne trovato in una stanza d'albergo di Pittsburgh e la causa di morte principale fu di embolia polmonare, dovuta soprattutto ad alcune malattie al fegato e al cuore di cui l'attore soffriva da diverso tempo.

## Filmografia

### Attore

#### Cinema
- Robin Hood Junior (Reckless Kelly), regia di Yahoo Serious (1993)
- Junior, regia di Ivan Reitman (1994)
- Strani miracoli (Dear God), regia di Garry Marshall (1996)
- Super agente speciale (Simon Sez), regia di Kevin Alyn Elders (1999)
- My 5 Wives, regia di Sidney J. Furie (2000)
- Duets, regia di Bruce Paltrow (2000)
- Do It for Uncle Manny, regia di Adam Baratta (2002)
- Piece a' Cake, regia di Dean Pollack – cortometraggio (2003)
- The Punisher, regia di Jonathan Hensleigh (2004)
- The Last Godfather, regia di Shim Hyung-rae (2010)

#### Televisione
- ALF – serie TV, episodio 4x14 (1990)
- Thanksgiving Day, regia di Gino Tanasescu – film TV (1990)
- Studio 59 – serie TV, episodi sconosciuti (1991)
- Vinnie & Bobby – serie TV, 7 episodi (1992)
- La rivincita dei nerds III (Revenge of the Nerds III: The Next Generation), regia di Roland Mesa – film TV (1992)
- Parker Lewis – serie TV, 15 episodi (1992-1993)
- La rivincita dei nerds IV (Revenge of the Nerds IV: Nerds in Love), regia di Steve Zacharias – film TV (1994)
- Cuore e batticuore - I segreti del cuore (Hart to Hart: Secrets of the Hart), regia di Kevin Connor – film TV (1995)
- Alta marea (High Tide) – serie TV, 4 episodi (1995-1996)
- La pazza vita della signora Hunter (Life's Work) – serie TV, episodio 1x08 (1996)
- Seinfeld – serie TV, episodio 9x22 (1998)

### Doppiatore
- Dr. Katz, Professional Therapist – serie animata, episodio 5x06 (1998)
- Impire – videogioco (2013)

## Doppiatori italiani
Nelle versioni in italiano delle opere in cui ha recitato, John Pinette è stato doppiato da:
- Vittorio Stagni in The Punisher
- Teo Bellia in ALF
- Leonardo Graziano in My Five Wives
- Claudio Colombo in Strani miracoli